# Doug Watkins
Douglas Watkins (* 2. März 1934 in Detroit; † 5. Februar 1962 bei Holbrook, Arizona) war ein amerikanischer Jazz-Kontrabassist und Cellist.

## Werdegang
Watkins zählt – vor allem als Begleiter – zu den bedeutendsten Exponenten seines Instruments im stilistischen Rahmen des Hard Bop. Als freischaffender Musiker wirkte er bei Aufnahmesitzungen der meisten wichtigen Musiker dieses Stils mit, insgesamt erschienen bereits zu Watkins’ Lebzeiten knapp 300 LP-Produktionen, auf denen er zu hören ist. Die überwiegende Mehrzahl dieser Aufnahmen bestritt er als Begleitmusiker; unter eigenem Namen veröffentlichte er nur zwei LPs, auf denen er auch Violoncello spielt, u. a. das 1960 entstandene Album Soulnik mit Yusef Lateef, Hugh Lawson, Hermann Wright und Lex Humphries. Zu den musikalisch einflussreichsten Platten im umfangreichen Œuvre des früh verstorbenen Bassisten dürfte Sonny Rollins’ Saxophone Colossus von 1956 zählen.
Watkins wurde durch das Horace Silver Quintet Gründungsmitglied der Jazz Messengers, denen er ab 1955 angehörte. Mit ihnen entstanden die Aufnahmen zu den Alben At the Cafe Bohemia, The Jazz Messengers (1956) und Originally. Watkins verließ die Band zusammen mit Horace Silver im Jahre 1956 und schloss sich dem neuen Quintett des Pianisten an. Charles Mingus griff auf die Fähigkeiten seines jüngeren Bassistenkollegen zurück, als er 1961 für einige Zeit im eigenen Ensemble die Rolle des Pianisten übernahm. Mit Watkins am Bass spielte das Mingus-Sextett am 6. November 1961 eine Aufnahmesession ein, deren Ergebnisse auf Mingus Oh Yeah! und einigen Stücken auf Tonight at Noon zu hören sind. Auf dem Weg zu einem Auftritt in San Francisco starb Doug Watkins nur wenige Monate später im Alter von 27 Jahren bei einem Autounfall. Er war am Lenkrad des Wagens eingenickt und stieß daraufhin mit einem entgegenkommenden Lastwagen zusammen; seine beiden Begleiter, Pianist Roland Hanna und Trompeter Bill Hardman überlebten das Unglück.

## Familie
Der Jazz-Bassist Paul Chambers war ein Cousin von Doug Watkins.

## Diskografie (Auswahl)
- 1956: Watkins at Large (Transition)
- 1960: Soulnik (Prestige)